# Aurelio Estrada Morales
Aurelio Estrada Morales (1867-1925) fue un militar y político nicaragüense que ocupó las posiciones de Gobernador Militar de Managua, Intendente de la Mosquitia, Ministro de Guerra y Marina y alcalde de la ciudad de Managua en 1903 durante la administración del presidente José Santos Zelaya. En 1909, siendo senador fue Presidente del Congreso Nacional de Nicaragua (poder legislativo). Alcanzó el grado de General del Ejército de Nicaragua.

## Reseña biográfica

### Origen
Provino de una familia de humildes artesanos de ideología liberal que produjo cuatro militares prominentes en la historia de Nicaragua (un coronel y tres generales). Fueron sus padres don Macario Estrada y doña Ignacia Morales y sus hermanos José Dolores (1869-1939), Juan José (1872-1947) e Irineo Estrada Morales (1875-1900).  Quedó huérfano de padre a los once años, por lo que llevó una vida de grandes limitaciones económicas y empezó a trabajar como obrero a muy temprana edad y se convirtió en una figura paterna para sus hermanos menores.
Por los años 1880, los cuatro jóvenes hermanos eran artesanos, carpinteros y albañiles que se comenzaron a destacar a la par de José Santos Zelaya López, el entonces alcalde de Managua, y fueron conocidos como Los Gracos nicaragüenses. Su relación con Zelaya era cercana, al punto que este fue su padrino de bodas cuando contrajo matrimonio en 1890 con la prima de Zelaya, Ana Benigna López Álvarez .

### Carrera militar

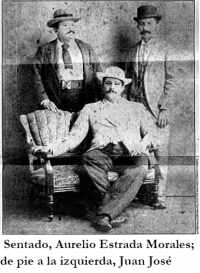
En una fotografía sin fecha y posterior a la muerte de Irineo, los Generales Estrada Morales: Aurelio, sentado; de pie, a la izquierda, Juan José; de pie, a la derecha, el Coronel José Dolores.

#### Revolución liberal de 1893
Participó en la Revolución Liberal de 1893, cuando acompañó al Comandante de Armas de la ciudad de León, Anastasio J. Ortiz, en el levantamiento armado que marcó el inicio de esa revolución que culminaría triunfante el 11 de julio teniendo como líder indiscutido al General José Santos Zelaya.

#### Campaña en Honduras
Una vez más acompañó al General Anastasio J. Ortiz, designado por el presidente Zelaya en el mando de las tropas nicaragüenses que retornaron victoriosas de la campaña militar en Honduras que en 1894 instaló en la presidencia de ese país a Policarpo Bonilla. Después de esta corta guerra, su hermano Irineo, se convirtió "en el más joven de la historia militar de Nicaragua" que es ascendido al grado de General de Brigada.

#### Batalla de Namasigüe
Su mayor logro militar lo consiguió siendo el Generalísimo en la victoria de Namasigüe en 1907, cuando en desventaja numérica supo aprovechar las ventajas de terreno y el armamento del cual disponían las fuerzas bajo su mando para maniobrar, con el accionar y arrojo del también general Nicasio Vásquez Gutiérrez, hacia una victoria decisiva. En esos días difíciles de Namasigüe, el General Aurelio Estrada demostró su carisma y prestigio de jefe ante una tropa que contaba con muchos egos por la cantidad de altos oficiales que la conformaban.

### Carrera política
Al igual que él lo hiciera en 1903, dos de sus hermanos fueron alcaldes de la ciudad de Managua. Irineo en 1899 y José Dolores en 1901. Todos fueron alcaldes progresistas y populares, construyeron el Parque Central y arborizaron la ciudad.
Su hermano Juan José llegó a la Presidencia el 30 de agosto de 1910 recibiéndola precisamente de manos de su hermano José Dolores quien había sido designado Presidente interino.  

### Retiro y muerte
La rebelión en el puerto de Bluefields de su hermano Juan José, entonces Intendente General de la Costa Atlántica, en contra del presidente Zelaya López, el 11 de octubre de 1909, y su entrada triunfante a Managua en agosto de 1910, fue una dura prueba para el General Estrada Morales, retirándose a su finca de Motastepe, comarca de Nejapa, que había comprado en 1898. 
En mayo de 1911 sale de su retiro para apoyar a su hermano Juan José cuando se entera de que está en proceso un golpe de Estado para derrocarlo, sin embargo, nada puede hacer, pues este sale del poder y parte al exilio hacia los Estados Unidos junto al general José María Moncada.
Retirado de la política, falleció a los 58 años, el 3 de julio de 1925 en su finca de Motastepe y en sus exequias recibió un funeral de estado con honores de Ministro de la Guerra.

## En el olvido
Su tumba está en abandono total y bajo la maleza en el cementerio de la comarca de Nejapa, situada al suroeste de la ciudad de Managua, sin que las autoridades del gobierno municipal de la Capital ni la Comandancia General del Ejército de Nicaragua se preocupen en recuperar su memoria y legado para la historia política y militar de la Nación.